# جیمز الیسون (بازیکن فوتبال، زاده ۱۹۰۱)
جیمز الیسون (انگلیسی: James Ellison; ۱۷ مارس ۱۹۰۱ – ۵ ژانویهٔ ۱۹۵۸) بازیکن فوتبال اهل بریتانیا بود.
از باشگاه‌هایی که در آن بازی کرده‌است می‌توان به باشگاه فوتبال روچدیل، باشگاه فوتبال ساوت‌همپتون، و باشگاه فوتبال ترانمره راورز اشاره کرد.